# 蒙德拉貢步槍
蒙德拉貢步槍（西班牙語：Fusil Mondragón）是一款由墨西哥上將曼努埃爾·蒙德拉貢設計，瑞士工業公司（SIG）生產的半自動步槍，生產日期是1908—1911年，參與的戰役包括墨西哥革命、第一次世界大戰、第二次世界大戰、國共內戰與第二次中日戰爭等。此槍亦是史上第一種被運用於戰場上的半自動步槍。

## 實戰
在第一次世界大戰之前蒙德拉貢步槍通過SIG銷售3000枝給德意志帝國和奧匈帝國，在前線的德軍士兵也有使用這種半自動步槍，但証明在多塵土的戰場容易卡彈，於是給步兵用的都被收回，改為給新生的德意志帝國空軍的航空觀察員使用，這是因為早期的軍用飛機都無固定武裝而是用機組人員隨身的槍械，發現效果良好，於是進一步把彈匣增加至30發並改稱它為「Fliegerselbstladekarabine Modell 1915」，意即「飛行員用自動上彈卡賓槍1915年型」，蒙德拉貢步槍曾一度成為德國空軍主力航空用槍直至其他空用機槍推出為止。除了空軍，德意志帝國海軍也有使用蒙德拉貢步槍。
第一次世界大戰之後，SIG繼續向全世界推銷蒙德拉貢步槍，包括蘇聯和中華民國也有少量購買，在第二次世界大戰當中，維希法國由納粹德國提供蒙德拉貢步槍，菲律賓抗日游擊隊也得到墨西哥提供的蒙德拉貢步槍和日軍作戰，墨西哥軍方使用蒙德拉貢步槍直至1949年，其後在韓戰和越戰當中也有士兵使用蒙德拉貢步槍。

## 使用者
- 奥匈帝国
- 巴西
- 智利
- 中華民國
- 中华人民共和国
- 法國
- 德意志帝國
- 魏瑪共和國（SIG公司授权生产）
- 納粹德國（由于在二战后期缺乏武器，德军使用库存的蒙德拉贡步枪作为补充）
- 大日本帝国
- 墨西哥
- 秘魯
- 苏联
- 西班牙
- 瑞士
- 越南

## 登場作品

### 電子遊戲
- ：聯機模式中作為醫療兵種可使用之武器登場。
- 《明日之後》：新手用槍。
- 《World War Heroes》：在角色等級20時可用資金（遊戲貨幣）購買並使用此槍，遊戲中此槍名稱：Mondragon Rifle
- 《Enlisted》：遊戲中作為德軍BR IV金券武器可購買。

### 動畫
- 《幼女戰記》